# Maleč
Maleč är en ort i Tjeckien.   Den ligger i regionen Vysočina, i den centrala delen av landet, 100 km öster om huvudstaden Prag. Maleč ligger 389 meter över havet och antalet invånare är 689.
Terrängen runt Maleč är varierad. Maleč ligger nere i en dal. Runt Maleč är det ganska glesbefolkat, med 45 invånare per kvadratkilometer. Närmaste större samhälle är Chotěboř, 5,7 km söder om Maleč. I omgivningarna runt Maleč växer i huvudsak blandskog.